# Стреков
Стреков (словац. Strekov) — село, громада округу Нове Замки, Нітранський край. Кадастрова площа громади — 41.05 км².
Населення 1962 особи (станом на 31 грудня 2019 року).

## Історія
Стреков згадується 1075 року.

## Населення
| Рік:            | 1994. | 2004.   | 2014.    | 2024.   |
| --------------- | ----- | ------- | -------- | ------- |
| Кількість осіб: | 2327  | 2216    | 1989     | 1872    |
| Різниця:        |       | -4,77 % | -10,24 % | -5,88 % |

| Рік:            | 2023. | 2024.   |
| --------------- | ----- | ------- |
| Кількість осіб: | 1891  | 1872    |
| Різниця:        |       | -1,00 % |